# CIM-10 Capítol XVIII: Símptomes, signes i troballes anormals clíniques i de laboratori, no classificats en un altre lloc
| Capítol | Codis   | Títol |
| ------- | ------- | --- |
| I       | A00-B99 | Certes malalties infeccioses i parasitàries                                                                  |
| II      | C00-D48 | Neoplàsies                                                                                                   |
| III     | D50-D89 | Malalties de la sang i dels òrgans hematopoètics i altres trastorns que afecten el mecanisme de la immunitat |
| IV      | E00-E90 | Malalties endocrines, nutricionals i metabòliques                                                            |
| V       | F00-F99 | Trastorns mentals i del comportament                                                                         |
| VI      | G00-G99 | Malalties del sistema nerviós                                                                                |
| VII     | H00-H59 | Malalties de l'ull i els seus annexos                                                                        |
| VIII    | H60-H95 | Malalties de l'oïda i de l'apòfisi mastoide                                                                  |
| IX      | I00-I99 | Malalties del sistema circulatori                                                                            |
| X       | J00-J99 | Malalties del sistema respiratori                                                                            |
| XI      | K00-K93 | Malalties de l'aparell digestiu                                                                              |
| XII     | L00-L99 | Malalties de la pell i el teixit subcutani                                                                   |
| XIII    | M00-M99 | Malalties del sistema osteomuscular i del teixit connectiu                                                   |
| XIV     | N00-N99 | Malalties de l'aparell genitourinari                                                                         |
| XV      | O00-O99 | Embaràs, part i puerperi                                                                                     |
| XVI     | P00-P96 | Certes afeccions originades en el període perinatal                                                          |
| XVII    | Q00-Q99 | Malformacions congènites, deformitats i anomalies cromosòmiques                                              |
| XVIII   | R00-R99 | Símptomes, signes i troballes anormals clíniques i de laboratori, no classificats en un altre lloc           |
| XIX     | S00-T98 | Traumatismes, enverinaments i algunes altres conseqüències de causa externa                                  |
| XX      | V01-Y98 | Causes externes de morbiditat i de mortalitat                                                                |
| XXI     | Z00-Z99 | Factors que influeixen en l'estat de salut i contacte amb els serveis de salut                               |
| XXII    | O00-U99 | Codis per a situacions especials                                                                             |

La 10a Revisió de la Classificació Estadística Internacional de les Malalties i Problemes de Salut Relacionats (CIM-10) és una codificació de malalties, trastorns, signes, símptomes, troballes anormals, denúncies, circumstàncies socials i causes externes de lesions o malalties, segons la classificació de l'Organització Mundial de la Salut (OMS). Aquesta pàgina conté la llista de problemes del capítol XVIII de la CIM-10: Símptomes, signes i troballes anormals clíniques i de laboratori, no classificats en un altre lloc. 
- Sols apareixen els problemes codificats amb la lletra del capítol i dos dígits (per exemple A00), amb tres dígits (separada l'últim dígit per un punt, per exemple A04.0), i rarament amb quatre dígits.
- S'han exclòs els problemes de més de dos dígits que fan referència a "altres" problemes especificats (però no definits) o a problemes no especificats; aquests dos casos corresponen, respectivament, als dígits finals 8 i 9.
- També s'han exclòs els problemes de més de dos dígits que no aporten problemes de salut "diferents" dels de l'enunciat principal i que sols modifiquen "qualitativament" el problema de salut al qual fan referència. Per exemple: A00 és el codi pel còlera, però no s'han presentat els codis A00.1 i A00.2 que diferencien el còlera segons dos tipus de bacteri que el provoquen.

## R00-R69 - Símptomes i signes

### (R00-R09) Símptomes i signes que afecten l'aparell circulatori i l'aparell respiratori
- (R00) Anomalies del batec cardíac
  - (R00.0) Taquicàrdia no especificada
  - (R00.1) Bradicàrdia no especificada
  - (R00.2) Palpitacions
- (R01) Bufs cardíacs i altres sorolls cardíacs
  - (R01.0) Bufs cardíacs benignes i innocents
  - (R01.1) Buf cardíac no especificat
- (R02) Gangrena no classificada a cap altre lloc
- (R03) Lectura de tensió arterial anòmala, sense diagnòstic
  - (R03.0) Lectura de tensió arterial alta sense diagnòstic d'hipertensió
  - (R03.1) Lectura de tensió arterial baixa no especificada
- (R04) Hemorràgia de les vies respiratòries
  - (R04.0) Epistaxi
  - (R04.1) Hemorràgia de faringe
  - (R04.2) Hemoptisi
- (R05) Tos
- (R06) Anomalies de la respiració
  - (R06.0) Dispnea
  - (R06.1) Estridor
  - (R06.2) Sibilacions
  - (R06.3) Respiració periòdica
  - (R06.4) Hiperventilació
  - (R06.5) Respiració per la boca
  - (R06.6) Singlot
  - (R06.7) Esternuts
- (R07) Dolor de faringe i dolor toràcic
- (R09) Altres símptomes i signes que afecten l'aparell circulatori i l'aparell respiratori
  - (R09.0) Asfíxia
  - (R09.1) Pleuresia
  - (R09.2) Aturada respiratòria
  - (R09.3) Esput anòmal

### (R10-R19) Símptomes i signes que afecten l'aparell digestiu i l'abdomen
- (R10) Dolor abdominal i pelvià
  - (R10.0) Abdomen agut
  - (R10.1) Dolor localitzat a la part superior de l'abdomen
  - (R10.2) Dolor pelvià i perineal
  - (R10.3) Dolor localitzat a altres parts inferiors de l'abdomen
- (R11) Nàusees i vòmits
- (R12) Pirosi
- (R13) Disfàgia
- (R14) Flatulència i afeccions relacionades
- (R15) Incontinència fecal
- (R16) Hepatomegàlia i esplenomegàlia no classificades a cap altre lloc
- (R17) Icterícia no especificada
- (R18) Ascites
- (R19) Altres símptomes i signes que afecten l'aparell digestiu i l'abdomen
  - (R19.0) Tumefacció, massa o bony intraabdominals i pelvians
  - (R19.1) Sorolls intestinals anòmals
  - (R19.2) Peristaltisme visible
  - (R19.3) Contractura abdominal
  - (R19.4) Canvi d'hàbits intestinals
  - (R19.5) Altres anomalies fecals
  - (R19.6) Halitosi

### (R20-R23) Símptomes i signes que afecten la pell i el teixit subcutani
- (R20) Alteració de sensibilitat cutània
  - (R20.0) Anestèsia cutània
  - (R20.1) Hipoestèsia cutània
  - (R20.2) Parestèsia cutània
  - (R20.3) Hiperestèsia
- (R21) Borradura i altres erupcions cutànies no especificades
- (R22) Tumefacció, massa o bony localitzats de la pell i del teixit subcutani
- (R23) Altres canvis a la pell
  - (R23.0) Cianosi
  - (R23.1) Pal·lidesa
  - (R23.2) Enrojolament
  - (R23.3) Equimosis espontànies
  - (R23.4) Canvis en la textura de la pell

### (R25-R29) Símptomes i signes que afecten el sistema nerviós i el sistema musculoesquelètic
- (R25) Moviments involuntaris anòmals
  - (R25.0) Moviments del cap anòmals
  - (R25.1) Tremolor no especificat
  - (R25.2) Rampa i espasme
  - (R25.3) Fasciculació
- (R26) Anomalies de la marxa i la mobilitat
  - (R26.0) Marxa atàctica
  - (R26.1) Marxa paralítica
  - (R26.2) Dificultat per a caminar no classificada a cap altre lloc
- (R27) Altres faltes de coordinació
  - (R27.0) Atàxia no especificada
- (R29) Altres símptomes i signes que afecten el sistema nerviós i el sistema musculoesquelètic
  - (R29.0) Tetània
  - (R29.1) Meningisme
  - (R29.2) Reflex anòmal
  - (R29.3) Postura anòmala
  - (R29.4) Clic de maluc
  - (R29.6) Tendència a caure no classificada a cap altre lloc

### (R30-R39) Símptomes i signes que afecten l'aparell urinari
- (R30) Dolor associat a la micció
  - (R30.0) Disúria
  - (R30.1) Tenesme vesical
- (R31) Hematúria no especificada
- (R32) Incontinència urinària no especificada
- (R33) Retenció urinària
- (R34) Anúria i oligúria
- (R35) Poliúria
- (R36) Secreció uretral
- (R39) Altres símptomes i signes que afecten l'aparell urinari
  - (R39.0) Extravasació d'orina
  - (R39.1) Altres dificultats en la micció
  - (R39.2) Urèmia extrarenal

### (R40-R46) Símptomes i signes que afecten la cognició, la percepció, l'estat emocional i el comportament
- (R40) Somnolència, estupor i coma
- (R41) Altres símptomes i signes que afecten les funcions cognitives i la consciència
  - (R41.0) Desorientació no especificada
  - (R41.1) Amnèsia anterògrada
  - (R41.2) Amnèsia retrògrada
  - (R41.3) Altres tipus d'amnèsia
- (R42) Vertigen i mareig
- (R43) Alteracions de l'olfacte i el gust
  - (R43.0) Anòsmia
  - (R43.1) Paròsmia
  - (R43.2) Paragèusia
- (R44) Altres símptomes i signes que afecten les percepcions i les sensacions generals
  - (R44.0) Al·lucinacions auditives
  - (R44.1) Al·lucinacions visuals
  - (R44.2) Altres al·lucinacions
- (R45) Símptomes i signes que afecten l'estat emocional
  - (R45.0) Nerviosisme
  - (R45.1) Agitació i agitació psicomotora
  - (R45.2) Infelicitat
  - (R45.3) Desmoralització i apatia
  - (R45.4) Irritabilitat i còlera
  - (R45.5) Hostilitat
  - (R45.6) Violència física
  - (R45.7) Estat de xoc i d'estrès emocionals no especificats
- (R46) Símptomes i signes que afecten l'aparença i el comportament
  - (R46.0) Nivell molt baix d'higiene personal
  - (R46.1) Aparença personal extravagant
  - (R46.2) Comportament estrany i inexplicable
  - (R46.3) Hiperactivitat
  - (R46.4) Lentitud i poca capacitat de resposta
  - (R46.5) Suspicàcia i comportament evasiu accentuat
  - (R46.6) Preocupació excessiva en situacions de molta tensió (estrès)
  - (R46.7) Verborrea i detalls excessius per a evitar la causa de visita mèdica

### (R47-R49) Símptomes i signes que afecten la parla i la veu
- (R47) Alteracions de la parla no classificades a cap altre lloc
  - (R47.0) Disfàsia i afàsia
  - (R47.1) Disàrtria i anàrtria
- (R48) Dislèxia i altres disfuncions simbòliques no classificades a cap altre lloc
  - (R48.0) Dislèxia i alèxia
  - (R48.1) Agnòsia
  - (R48.2) Apràxia
- (R49) Alteracions de la veu
  - (R49.0) Disfonia
  - (R49.1) Afonia
  - (R49.2) Hipernasalitat i hiponasalitat

### (R50-R69) Símptomes i signes generals
- (R50) Febre d'altres orígens i febre d'origen desconegut
- (R51) Cefalàlgia
- (R52) Dolor no classificat a cap altre lloc
- (R53) Malestar i fatiga
- (R54) Senilitat
- (R55) Síncope i col·lapse
- (R56) Convulsions no classificades a cap altre lloc
  - (R56.0) Convulsions febrils
- (R57) Xoc no classificat a cap altre lloc
  - (R57.0) Xoc cardiogènic
  - (R57.1) Xoc hipovolèmic
- (R58) Hemorràgia no classificada a cap altre lloc
- (R59) Adenopatia
- (R60) Edema no classificat a cap altre lloc
- (R61) Hiperhidrosi
- (R62) Falta de desenvolupament fisiològic normal esperat
- (R63) Símptomes i signes que afecten la ingestió de menjar i líquids
  - (R63.0) Anorèxia
  - (R63.1) Polidípsia
  - (R63.2) Polifàgia
  - (R63.3) Dificultats i mal manejament de l'alimentació
  - (R63.4) Pèrdua anòmala de pes
  - (R63.5) Augment anòmal de pes
- (R64) Caquèxia
- (R68) Altres símptomes i signes generals
  - (R68.0) Hipotèrmia no associada a temperatura baixa de l'entorn
  - (R68.1) Símptomes exclusius de la infància no especificats
  - (R68.2) Xerostomia no especificada
  - (R68.3) Acropàquia
- (R69) Causes de morbiditat desconegudes i causes de morbiditat no especificades

## R70-R79 - Resultats anòmals clínics i de laboratori, no classificats en un altre lloc

### (R70-R79) Resultats anòmals en l'anàlisi de sang, sense diagnòstic
- (R70) Velocitat elevada de sedimentació eritrocítica i viscositat anòmala de plasma
- (R71) Anomalia d'eritròcits
- (R72) Anomalia de leucòcits no classificada a cap altre lloc
- (R73) Nivell elevat de glucosa en sang
  - (R73.0) Test de tolerància a la glucosa anòmal
  - (R73.9) Hiperglucèmia no especificada
- (R74) Nivell anòmal d'enzims sèrics
- (R75) Evidència del virus de la immunodeficiència humana [VIH]
- (R76) Altres resultats immunològics anòmals en sèrum
  - (R76.0) Augment del títol d'anticossos
  - (R76.1) Reacció anòmala a la prova de la tuberculina
  - (R76.2) Prova serològica de sífilis positiva falsa
- (R77) Altres anomalies de les proteïnes plasmàtiques
  - (R77.0) Anomalia de l'albúmina
  - (R77.1) Anomalia de la globulina
  - (R77.2) Anomalia de l'alfafetoproteïna
- (R78) Resultats de drogues i altres substàncies que normalment no es troben en sang
- (R79) Altres resultats anòmals en la composició química de la sang

### (R80-R82) Resultats anòmals en l'anàlisi d'orina, sense diagnòstic
- (R80) Proteïnúria aïllada
- (R81) Glucosúria
- (R82) Altres resultats anòmals en orina
  - (R82.0) Quilúria
  - (R82.1) Mioglobinúria
  - (R82.2) Biliúria
  - (R82.3) Hemoglobinúria
  - (R82.4) Acetonúria
  - (R82.5) Nivells elevats en orina de drogues, fàrmacs i productes biològics
  - (R82.6) Nivells anòmals de substàncies principalment no medicinals en orina en relació amb la seva procedència
  - (R82.7) Resultats anòmals en l'anàlisi microbiològica d'orina
  - (R82.8) Resultats anòmals en l'anàlisi citològica i histològica d'orina

### (R83-R89) Resultats anòmals en l'anàlisi d'altres líquids, substàncies i teixits corporals, sense diagnòstic
- (R83) Resultats anòmals en líquid cefalorraquidi
- (R84) Resultats anòmals en espècimens d'òrgans respiratoris i de tòrax
- (R85) Resultats anòmals en espècimens d'òrgans digestius i de cavitat abdominal
- (R86) Resultats anòmals en espècimens d'òrgans genitals masculins
- (R87) Resultats anòmals en espècimens d'òrgans genitals femenins
- (R89) Resultats anòmals en espècimens d'altres òrgans, aparells, sistemes i teixits

### (R90-R94) Resultats anòmals en diagnòstic per la imatge i en estudis funcionals, sense diagnòstic
- (R90) Resultats anòmals en diagnòstic per la imatge del sistema nerviós central
- (R91) Resultats anòmals en diagnòstic per la imatge de pulmó
- (R92) Resultats anòmals en diagnòstic per la imatge de mama
- (R93) Resultats anòmals en diagnòstic per la imatge d'altres estructures corporals
- (R94) Resultats anòmals d'estudis funcionals

## R95-R99 - Causes de mortalitat desconegudes i causes de mortalitat mal definides
- (R95) Síndrome de la mort sobtada de l'infant
- (R96) Altres morts sobtades de causa desconeguda
  - (R96.0) Mort instantània
  - (R96.1) Mort abans que hagin transcorregut 24 hores de l'aparició dels símptomes, no explicada de cap altra manera
- (R98) Mort sense assistència
- (R99) Altres causes de mortalitat mal definides i causes de mortalitat no especificades